# Karl Geiler
Karl Geiler (ur. 10 sierpnia 1878 w Schönau im Schwarzwald w Badenii, zm. 14 września 1953 w Heidelbergu) – niemiecki polityk, adwokat, wykładowca akademicki, profesor uniw. w Heidelbergu (usunięty w 1939 z powodu „niearyjskości” żony).
Premier Hesji od 12 października 1945 do 20 grudnia 1946, w czasie okupacji amerykańskiej. Za jego kadencji odbyły się pierwsze wolne wybory komunalne – 20 stycznia 1946, wybory do zgromadzenia krajowego 30 czerwca 1946, głosowanie nad konstytucją Hesji oraz wybory do heskiego landtagu 1 grudnia 1946. Był umiarkowanym przeciwnikiem denazyfikacji. We wrześniu, wraz z premierami Bawarii, Wirtembergii pertraktował z Jamesem Byrnesem (amerykańskim sekretarzem stanu) w sprawie przyszłości Niemiec.
Źródła:
- https://web.archive.org/web/20110719041244/http://www.stk.hessen.de/irj/HStK_Internet?cid=931b7997fdcc1a218ac282be14598f85